# Kitt Peak National Observatory
El  Kitt Peak National Observatory  és un observatori astronòmic situat a 2.096 metres d'altitud a les muntanyes de Quinlan, al Desert de Sonora, Arizona (Estats Units), 88 quilòmetres al sud-oest de Tucson. Amb més de vint telescopis òptics i dos radiotelescopis, és un dels conjunts d'instruments astronòmics més grans de l'hemisferi nord.
L'Observatori Nacional de Kitt Peak es va fundar l'any 1958. Va ser la llar del que fou el telescopi solar més gran del món, i de molts altres telescopis astronòmics importants de finals del segle XX als Estats Units.
L'observatori va ser administrat per la National Optical Astronomy Observatory (NOAO) (Observatori Nacional d'Astronoma Òptica) des de principis de la dècada del 1980 fins al 2019, quan va passar a mans de NOIRLab.